# Burg Pierregourde
Die Burg Pierregourde (französisch: Château de Pierregourde) ist die Ruine einer Höhenburg auf dem Gebiet der Gemeinde Gilhac-et-Bruzac im französischen Département Ardèche, etwa zwölf Kilometer südwestlich von Valence. Sie wurde im 13. Jahrhundert erbaut und 1630 auf Veranlassung von Kardinal Richelieu zerstört. Die Burg ist sowohl von Saint-Laurent-du-Pape über eine schmale Bergstraße zu erreichen als auch über die Route Nationale 266. Vom nächstgelegenen Parkplatz aus muss man noch circa 300 Meter zu Fuß gehen. Von der Ruine hat man einen guten Blick auf den Vercors, den Mont Ventoux, die Trois Becs und die Täler des Eyrieux und der Rhône.